# Resolutie 347 Veiligheidsraad Verenigde Naties
Resolutie 347 van de Veiligheidsraad van de Verenigde Naties werd aangenomen op 24 april 1974. Dertien VN-Veiligheidsraadsleden stemden voor de resolutie. China en Irak namen niet deel aan de stemming. Met de resolutie veroordeelde de Veiligheidsraad het nieuwe geweld tussen Israël en Libanon en de schending van Libanees grondgebied door Israël.

## Achtergrond
Na Zwarte September in 1970, verkaste de Palestijnse Bevrijdingsorganisatie (PLO) naar Zuidelijk Libanon en nam daar de macht in handen.
Op 11 april 1974 vielen drie Palestijnen vanuit Libanon het stadje Kirjat Sjmona binnen en doodden er achttien burgers. Ter vergelding viel het Israëlisch leger zes dorpen in het zuiden van Libanon binnen, waarbij twee doden vielen.
Israël dreigde ermee chaos en vernieling te zaaien in Zuidelijk Libanon als de Libanese overheid de Palestijnse gewapende groeperingen niet onder controle kreeg. Libanon vroeg daarop een spoedvergadering van de VN-Veiligheidsraad over de Israëlische invallen op grensdorpen.

## Inhoud
De Veiligheidsraad had het agenda-item vervat in S/Agenda/1769/Rev.1 overwogen. Er werd akte genomen van de brieven van Libanon en Israël. De verklaringen van de Libanese Minister van Buitenlandse Zaken en Israël werden gehoord. De Veiligheidsraad herinnerde aan zijn voorgaande resoluties en was ontstemd over het voortdurende geweld. Men was erg bezorgd dat deze daden de inspanningen voor een duurzame vrede in het Midden-Oosten op de helling zetten.
Israël werd veroordeeld wegens zijn schending van de Libanese soevereiniteit en territoriale integriteit en nogmaals opgeroepen om Libanon niet meer te bedreigen.
Alle daden van geweld en in het bijzonder de dodelijke werden veroordeeld, en er werd op aangedrongen dat er geen verdere gewelddadigheden meer begaan zouden worden. Alle betrokkenen werden opgeroepen om hun VN-verplichtingen en de internationale wetten na te leven. Israël werd opgeroepen om de ontvoerde Libanezen onmiddellijk te laten gaan. Alle partijen werden opgeroepen om geen daden te stellen die de onderhandelingen over duurzame vrede in het Midden-Oosten konden ondermijnen.

## Verwante resoluties
- Resolutie 344 Veiligheidsraad Verenigde Naties
- Resolutie 346 Veiligheidsraad Verenigde Naties
- Resolutie 350 Veiligheidsraad Verenigde Naties
- Resolutie 362 Veiligheidsraad Verenigde Naties

Lijst ·  345 ·  346 ·  347 ·  348 ·  349 ·  350 ·  351 ·  352 ·  353 ·  354 ·  355 ·  356 ·  357 ·  358 ·  359 ·  360 ·  361 ·  362 ·  363 ·  364 ·  365 ·  366